# Bistum Alto Valle del Río Negro
Das Bistum Alto Valle del Río Negro (lateinisch Dioecesis Rivi Nigri Vallensis Superioris, spanisch Diócesis de Alto Valle del Río Negro) ist eine in Argentinien gelegene römisch-katholische Diözese mit Sitz in General Roca.
Es wurde am 22. Juli 1993 von der Diözese Viedma abgetrennt und dem Erzbistum Bahía Blanca als Suffraganbistum unterstellt.
Das Bistum umfasst die Departamentos General Roca und El Cuy der Provinz Río Negro. Seine Fläche ist etwas größer als Baden-Württemberg, während die Einwohnerzahl nur der von Karlsruhe entspricht. Es handelt sich also um eine dünn besiedelte Gegend.
In der Diözese gibt es neun Niederlassungen von Frauenorden und sechs Niederlassungen von Männerorden. Die Kathedrale in General Roca trägt den Titel Nuestra Señora del Carmen.

## Bischöfe von Alto Valle del Río Negro
- José Pedro Pozzi SDB, 1993–2003
- Néstor Hugo Navarro, 2003–2010
- Marcelo Alejandro Cuenca, 2010–2021
- Alejandro Pablo Benna, 2021–2025, dann Bischof von Morón
- Sedisvakanz, seit 2025